# Přebor Plzeňského kraje 2006/2007
Přebor Plzeňského kraje (jedna ze skupin 5. fotbalové ligy) hrál v sezóně 2006/2007 16 klubů. Vítězem a postupujícím se stalo mužstvo TJ Jiskra Domažlice. Sestoupily týmy TJ CHKZ Staňkov a TJ Tatran Chodov.

## Systém soutěže
Kluby se střetly v soutěži každý s každým dvoukolovým systémem podzim–jaro, hrály tedy 30 kol.

## Výsledná tabulka
| Poř. | Tým                    | Z  | V  | R  | P  | VG | OG | B  |
| ---- | ---------------------- | -- | -- | -- | -- | -- | -- | -- |
| 1.   | TJ Jiskra Domažlice    | 30 | 17 | 7  | 6  | 65 | 39 | 58 |
| 2.   | TJ Sokol Město Touškov | 30 | 13 | 12 | 5  | 51 | 35 | 51 |
| 3.   | FC Rokycany            | 30 | 14 | 7  | 9  | 49 | 36 | 49 |
| 4.   | SK Rapid Plzeň         | 30 | 15 | 4  | 11 | 45 | 42 | 49 |
| 5.   | TJ Sokol Manětín       | 30 | 14 | 5  | 11 | 69 | 56 | 47 |
| 6.   | TJ Chanos Chanovice    | 30 | 13 | 7  | 10 | 39 | 33 | 46 |
| 7.   | SK ZČE Plzeň           | 30 | 13 | 6  | 11 | 43 | 39 | 45 |
| 8.   | TJ ZKZ Horní Bříza     | 30 | 12 | 7  | 11 | 54 | 44 | 43 |
| 9.   | FC Spartak Chrást (N)  | 30 | 11 | 9  | 10 | 62 | 52 | 42 |
| 10.  | TJ Sušice              | 30 | 11 | 7  | 12 | 33 | 39 | 40 |
| 11.  | FK Holýšov (S)         | 30 | 11 | 6  | 13 | 43 | 53 | 39 |
| 12.  | FK Tachov (N)          | 30 | 10 | 8  | 12 | 58 | 54 | 38 |
| 13.  | TJ Přeštice            | 30 | 10 | 6  | 14 | 51 | 59 | 36 |
| 14.  | TJ CHKZ Staňkov        | 30 | 9  | 8  | 13 | 33 | 51 | 35 |
| 15.  | TJ Klatovy „B“         | 30 | 10 | 2  | 18 | 46 | 71 | 32 |
| 16.  | TJ Tatran Chodov (N)   | 30 | 3  | 7  | 20 | 35 | 73 | 16 |

Poznámky:
- Z = Odehrané zápasy; V = Vítězství; R = Remízy; P = Prohry; VG = Vstřelené góly; OG = Obdržené góly; B = Body; (S) = Mužstvo sestoupivší z vyšší soutěže; (N) = Mužstvo postoupivší z nižší soutěže (nováček)

|  | Postup do Divize A 2007/2008                    |
|  | Sestup do I. A třídy Plzeňského kraje 2007/2008 |